# Shell Creek (Bighorn River)
Der Shell Creek ist ein 80 km langer, rechter Nebenfluss des Bighorn River im Norden des US-Bundesstaates Wyoming.

## Verlauf
Der Shell Creek entspringt an der Westflanke der Spear Benchmark am Hauptkamm der Bighorn Mountains im Osten des Big Horn County im zentralen Norden Wyomings, etwa 40 km ostsüdöstlich von Shell und 35 km nordöstlich von Hyattville auf einer Höhe von etwa 3425 m. Von dort fließt er in nordwestliche Richtung mit starkem Gefälle durch die Cloud Peak Wilderness des Bighorn National Forest, durchfließt mehrere kleine Gebirgsseen sowie das Shell Reservoir und erhält einige kleinere Nebenflüsse. Der Fluss verlässt das Wildnisgebiet und erreicht bei Zufluss des Granite Creek den Shell Canyon sowie den U.S. Highway 14, der dem Fluss bis zur Mündung folgt. Im Verlauf durch die Schlucht fällt der Shell Creek mehrere Wasserfälle hinab, darunter die 12 m hohen Shell Falls. Am Zusammenfluss mit dem White Creek erreicht der Fluss das Bighorn Basin und verlässt den Bighorn National Forest. Ab hier verändert sich das Fließverhalten des Flusses stark. Der Shell Creek passiert die Gemeinde Shell und verläuft in leicht mäandrierendem Verlauf in westliche Richtung, zudem erhält er mit dem 25 km langen Beaver Creek von rechts seinen größten Nebenfluss. Unmittelbar nördlich von Greybull mündet er nach rund 80 km auf einer Höhe von 1149 m in den hier nach Norden fließenden Bighorn River. Der gesamte Flussverlauf befindet sich im Big Horn County.

## Hydrologie
Der Shell Creek ist als Nebenfluss des Bighorn River Teil des Einzugsgebietes des Yellowstone River, der über Missouri und Mississippi in den Golf von Mexiko entwässert. Das Einzugsgebiet des Shell Creek umfasst ein Areal von etwa 1470 km² und grenzt an die Einzugsgebiete von Bear Creek und Crystal Creek im Nordwesten, Little Bighorn River im Norden, Tongue River im Nordosten, Goose Creek im Osten sowie Paint Rock Creek und Nowood River im Süden. Der mittlere Abfluss am Pegel in Shell beträgt 4,07 m³/s, die größten Abflüsse finden sich in den Monaten Mai, Juni und Juli. Im unteren Flussverlauf des Shell Creek zweigen einige Bewässerungskanäle ab.

## Belege
1. 1 2 3 4 5  Shell Creek (Bighorn River). In: Geographic Names Information System. United States Geological Survey, United States Department of the Interior (englisch).
2. ↑  USGS 06279000 SHELL CREEK AT SHELL, WY. Abgerufen am 26. Februar 2025.